# Szilat
Szilat (hebr. שילת; oficjalna pisownia w ang. Shilat) – moszaw położony w Samorządzie Regionu Chewel Modi’in, w Dystrykcie Centralnym, w Izraelu.

## Historia
Moszaw został założony w 1977.

## Gospodarka
Gospodarka moszawu opiera się na intensywnym rolnictwie i sadownictwie.